# Ebola sans gluten
Ebola sans gluten (Gluten Free Ebola en VO) est le deuxième épisode de la dix-huitième saison de la série télévisée d'animation américaine South Park et le 249e épisode de la série globale. Il est diffusé pour la première fois sur Comedy Central le 1er octobre 2014.

## Résumé
À la suite des événements de l'épisode précédent, Stan, Kyle, Cartman et Kenny retournent à l'école. Ils y retrouvent leurs camarades mécontents de les revoir, car les garçons les ont insultés avant de partir créer leur startup. Wendy Testaburger est particulièrement remontée contre Stan, qui a rompu avec elle avant de partir. 
Butters, lui, n'a pas été autorisé à revenir à l'école car il a mis le feu au gymnase avant d'aller fonder la startup. Une réunion du corps enseignant se tient d'ailleurs pour statuer sur l'avenir de Butters. M. Mackey arrive en retard et pavoise sur son récent régime alimentaire sans gluten, au grand dam' de l'assemblée présente, en particulier M. Garrison. 
Afin de regagner leur popularité, les garçons décident d'organiser une grande fête où ils inviteront toute la ville, et qui sera en plus au profit d'une bonne cause. Leur choix se porte sur le diabète de leur camarade Scott Malkinson. Ils prévoient également d'inviter Lorde, le père de Stan ayant un collègue de travail qui connait l'oncle de la chanteuse. Les garçons annoncent l'évènement dans une station de radio locale. Auditrice de cette station, la principale Victoria téléphone pour demander si la fête proposera des aliments sans gluten, ayant été convaincue par M. Mackey de changer de régime. Une question à laquelle les garçons n'ont pas de réponse.
Plus tard, au centre social de South Park, un scientifique du département de l'Agriculture des États-Unis (USDA) tente d'expliquer que les rumeurs faisant état de risques liés à la consommation de gluten sont fausses. Lorsqu'il extraie du gluten d'un morceau de pâte de blé, M. Mackey fait pression sur le scientifique pour qu'il boive l'échantillon afin de prouver ses allégations. L'homme se soumet à cette demande, et dans un premier temps il ne semble pas avoir y avoir d'effet. Soudain, le scientifique meurt dans d'atroces souffrances, tandis que son pénis se détache de son corps et s'envole, un phénomène véhiculé par les rumeurs sur le gluten. Toute la ville sombre dans l'anarchie, dont la famille Marsh qui se débarrasse des produits à base de gluten présents dans leurs placards ainsi que dans leur réfrigérateur. Cartman appelle Kyle, dans un état de panique et d'affolement, tandis que la ville qui met le feu à tous les aliments contenant du gluten. Sans eux, ils ne pourront pas organiser leur fête, tous les gâteaux et les pizzas contenant du gluten. La ville surveille plus tard l'incendie des récoltes de blé à la ferme locale, à la grande consternation de l'agriculteur.
L'USDA, sous la direction de Tom Vilsack, examine la pyramide alimentaire et y apporte des modifications pour créer un guide alimentaire (en) réactualisé, réalisant l'importance de dire au public ce qu'il doit manger. Cartman, ayant perdu tout espoir d'organiser la fête, est devenu délirant. Ses amis viennent le voir, et Kyle essaie de lui remonter le moral en disant qu'ils ont encore Lorde. Mais Stan prend rapidement congé de ses camarades après avoir réalisé qu'il n'a pas encore demandé à son père comment la contacter.
À la résidence Marsh, deux agents de l'USDA font une perquisition et trouvent une canette de Pabst Blue Ribbon dans la poubelle. Randy n'y voit aucun problème, mais il n'était pas au courant que la bière contient du blé. Cela le conduit à se retrouver en quarantaine dans une pizzeria Papa John's en compagnie d'un résident anonyme et de M. Garrison, avec de la garniture à pizza pour seule nourriture. Ne pouvant pas approcher son père, Stan ne peut pas lui demander qui à son travail connait l'oncle de Lorde.
La nuit, Cartman fait un rêve de Tante Jemima, qui l'informe qu'une certaine pyramide serait à l'envers. 
Comme les garnitures du Papa John's commencent à s'épuiser, le résident anonyme mange de la pâte à pizza. Il ne se passe d'abord rien, puis son pénis s'envole peu de temps après et il décède par la suite.
À la station de radio, Stan, Kyle et Kenny annoncent qu'ils ont annulé la fête et qu'ils veulent concentrer leurs efforts sur informer le public des dangers du gluten. Wendy appelle la station où elle interpelle Stan, furieuse qu'il annule la fête qu'il a promis. C'est ensuite au tour de Cartman d'appeler, annonçant à Kyle qu'il sait comment résoudre la crise.
Cartman téléphone à l'USDA pour annoncer que leur pyramide alimentaire est à l'envers, ce qui incite les scientifiques à la tourner dans le sens inverse, mettant ainsi les matières grasses et les huiles en haut, et les céréales en bas. À leur grande surprise, le nouveau système alimentaire fonctionne.
La fête des garçons a finalement lieu, avec moult plaquettes de beurre en guise d'aliments, Scott Malkinson comme serveur et un concert de Lorde, qui est en fait Randy déguisé. Stan et Wendy se réconcilient, et vont danser devant la scène.